# الاباتو
الاباتو (به لاتین: Alabato) یک منطقهٔ مسکونی در گینه بیسائو است که در Oio Region واقع شده‌است.